# لين جاي روتشيلد
لين جاي روتشيلد (بالإنجليزية: Lynn J. Rothschild)‏ هي عالمة أحياء أمريكية، ولدت في 11 مايو 1957 في نيويورك في الولايات المتحدة.